# مدار ۵۲ درجه جنوبی
مدار ۵۲ درجه جنوبی، دایره‌ای از عرض جغرافیایی است که در ۵۲ درجهٔ جنوبی خط استوا قرار دارد.

## گذر از مناطق
از نصف‌النهار مبدأ شروع می‌شود و به سمت مشرق ۵۲ درجه جنوبی از موارد زیر گذر می‌کند:
| مختصات‌ها                                            | کشور، قلمرو یا دریا    | توضیحات                                                |
| --------------------------------------------------- | ---------------------- | ------------------------------------------------------ |
| ۵۲°۰′ جنوبی ۰°۰′ شرقی / ۵۲٫۰۰۰°جنوبی ۰٫۰۰۰°شرقی     | اقیانوس اطلس           |                                                        |
| ۵۲°۰′ جنوبی ۲۰°۰′ شرقی / ۵۲٫۰۰۰°جنوبی ۲۰٫۰۰۰°شرقی   | اقیانوس هند            |                                                        |
| ۵۲°۰′ جنوبی ۱۴۷°۰′ شرقی / ۵۲٫۰۰۰°جنوبی ۱۴۷٫۰۰۰°شرقی | اقیانوس آرام           |                                                        |
| ۵۲°۰′ جنوبی ۷۵°۴′ غربی / ۵۲٫۰۰۰°جنوبی ۷۵٫۰۶۷°غربی   | شیلی                   | Patagonic Archipelago and mainland                     |
| ۵۲°۰′ جنوبی ۷۱°۵۵′ غربی / ۵۲٫۰۰۰°جنوبی ۷۱٫۹۱۷°غربی  | آرژانتین / شیلی border |                                                        |
| ۵۲°۰′ جنوبی ۷۰°۰′ غربی / ۵۲٫۰۰۰°جنوبی ۷۰٫۰۰۰°غربی   | آرژانتین               |                                                        |
| ۵۲°۰′ جنوبی ۶۸°۴۲′ غربی / ۵۲٫۰۰۰°جنوبی ۶۸٫۷۰۰°غربی  | اقیانوس اطلس           |                                                        |
| ۵۲°۰′ جنوبی ۶۰°۵۷′ غربی / ۵۲٫۰۰۰°جنوبی ۶۰٫۹۵۰°غربی  | جزایر فالکلند          | Dyke Island و West Falkland (ادعا شده توسط آرژانتین)   |
| ۵۲°۰′ جنوبی ۵۹°۵۷′ غربی / ۵۲٫۰۰۰°جنوبی ۵۹٫۹۵۰°غربی  | Falkland Sound         |                                                        |
| ۵۲°۰′ جنوبی ۵۹°۳۵′ غربی / ۵۲٫۰۰۰°جنوبی ۵۹٫۵۸۳°غربی  | جزایر فالکلند          | East Falkland و Lively Island (ادعا شده توسط آرژانتین) |
| ۵۲°۰′ جنوبی ۵۸°۲۱′ غربی / ۵۲٫۰۰۰°جنوبی ۵۸٫۳۵۰°غربی  | اقیانوس اطلس           |                                                        |